# Коровко, Константин Михайлович
Константин Михайлович Коровко (20 мая 1876 — после 1923) — российский аферист. Занимался присвоением чужих денег, которые пайщики инвестировали в созданные им предприятия. Контора Коровко располагалась на Невском проспекте в Петербурге. Жертвой афер Константина Коровко обычно становились жители небольших уездных городов, таких как Балашов, Васильсурск, Тихвин. Это были приходские священники, помещики, лавочники, но также известно, что от его деятельности пострадали артистка Императорских театров Никитина и генерал Максимов. Считается, что именно Константин Коровко был прототипом «подпольного миллионера Корейко» в «Золотом телёнке».

## История
Он родился 20 мая 1876 года в станице Уманской на Кубани в казачьей семье. Его отцом был отставной есаул Михаила Емельянович, а матерью — Екатерина Егоровна Коровко. К 1898 году окончил полный курс Новоалександрийского института сельского хозяйства и лесоводства по сельскохозяйственному отделению со званием учёного-агронома II разряда. В том же 1898 году, получив стипендию Войска Донского, уехал в Санкт-Петербург и поступил в Санкт-Петербургский технологический институт. В июле 1901 году вступил в брак с Верой Амандой Ренкуль. В 1906 году окончил институт.
В студенческие годы торговал велосипедами и лошадьми, а затем занялся биржевой спекуляцией. Он сумел сколотить капитал в размере 240 000 рублей на акциях Московско-Казанской железной дороги. В его собственности была конюшня с 5 лошадьми и квартира на Невском проспекте.
Как-то после окончания университета Коровко встретился со своим бывшим однокурсником — Константином Мультко (в другом источнике — Константином Мультино), с которым вместе учился в Технологическом институте. Коровко сделал Мультко деловое предложение: заняться поставкой велосипедов для казаков на Кубань. В то время Константин Мультко владел велосипедным магазином. Коровко хотел взять у Мультко 10 английских велосипедов Coventry Royal. Он уверял, что на Кубани будет большой спрос на самые новые модели велосипедов и на этом можно будет заработать деньги. Но своими собственными средствами Коровко не располагал, заплатить за велосипеды не мог и предлагал Мультко выдать ему их под расписку, а уже после их продажи в Кубани рассчитаться с Мультко.
Мультко не хотел отдавать велосипеды под расписку, и тогда Коровко пригласил его отправиться в ресторан «Кюба» — один из самых известных, дорогих и модных ресторанов Петербурга того времени. Там Константин Коровко познакомил Мультко с многими влиятельными людьми, обсуждал с ними деловые вопросы. Этот визит в ресторан произвёл на Мультко сильное впечатление. Поэтому, когда Коровко предложил Мультко принять участие в крупном инвестиционном проекте на Северном Кавказе, тот согласился. Мультко вложил 56 тысяч рублей в строительство кожевенного и конного заводов. Коровко регулярно отчитывался перед знакомым про состояние их общих дел, демонстрировал фото паровой мельницы, которая строилась под Новороссийском, и кожевенного завода на станции Тихорецкой.
Спустя время Мультко решил лично проверить, как обстоят дела, но, как оказалось, объекты, изображённые на фотографиях, никогда не существовали в реальности. Когда Мультко стал угрожать Коровко полицией, последний заявил, что у него произошли неприятности, связанные с бюрократией, однако вскоре он всё исправит с помощью женитьбы на богатой помещице. Но на пути к этому было препятствие — у Коровко не было денег на подарок невесте, а без него он не мог отправиться к ней в Симбирск. Мультко решил сам купить подарок для невесты Коровко — он приобрёл золотой браслет стоимостью 500 рублей. Спустя некоторое время, когда Коровко так и не возвратил денег, Мультко обратился к начальнику сыскной полиции Филиппову.
Коровко обладал незаурядными ораторскими способностями и ратовал за развитие отечественного предпринимательства, он делал акцент на том, что хочет вытеснить иностранных предпринимателей, которые завладели отечественной промышленностью. Пик деятельности Константина Коровко пришёлся на 1910-е годы. Он организовал несколько товариществ на вере, обещая вкладчикам прибыль, которая бы составляла 300 процентов годовых. Когда Коровко рекламировал своё предприятие, он ориентировался в основном на провинциальную публику, так как её было легче расположить к себе. Под солевые залежи «Каспийско-Романинского общества» он собрал 158 тысяч рублей с 274 пайщиков. Проспекты его предприятия содержали убедительные фотографии пароходов и цистерн. После проведённой рекламной кампании он смог собрать 622 тысячи рублей с обычных вкладчиков и 340 тысяч рублей получил от лиц, которые стали агентами общества. Коровко постоянно рассылал вкладчикам письма, в которых информировал их о состоянии вкладов и сроках, когда становилась возможной выплата дивидендов. Одним из таких вкладчиков был отставной гусарский офицер Шульц, который доверил Коровко 15000 рублей. Это был капитал, который Шульц унаследовал от отца — пензенского помещика, а также накопил за годы службы в Маньчжурии и Царстве Польском. Он заинтересовался предприятием Коровко после полученных по почте рекламных проспектов Каспийских и Донбасских месторождений. Шульц решил, что предприятие может принести хорошую прибыль, ведь на этих месторождениях была не только каменная соль, но и алебастр. Константин Коровко предложил Шульцу быть управляющим донбасскими рудниками общества по хозяйственной части с окладом в 3 тысячи рублей в год. А Шульц, изначально хотевший вложить 9 тысяч рублей в предприятие, решил внести 15 тысяч рублей. Через какое-то время Шульц решил съездить лично и посмотреть, как идёт работа, но на месте рудника обнаружил лишь кирпичную трубу и сарай с дровами. Коровко специально нанял человека, разжигавшего в топке огонь перед прохождением поезда, из которого было видно трубу, и это создавало иллюзию бурной деятельности. На самом деле в собственности Константина Коровко не было земли, на котором располагались труба и сарай. Он взял этот участок в краткосрочную аренду. Коровко обещал вернуть Шульцу половину пая, но Шульц решил отправиться к Филиппову, который начал расследование.
В этот период Константин Коровко заявил о себе как о председателе сразу нескольких обществ: Брянцевско-Преображенского, Каспийско-Романинского и «Банкирского дома русской промышленности». Брянцевско-Преображенское товарищество должно было заниматься добычей каменной соли в Донбассе на месторождении Солончак, Каспийско-Романинское — добычей, продажей, хранением нефти в Чечне. У Коровко был холдинг по разведению племенных жеребцов, кирпичные и кожевенные заводы, мукомольная мельница. Одно из товариществ Коровко продало паёв на 1 миллион 622 тысячи рублей. По заявленной информации, общество обладало 19 складами, танкерным флотом, богатыми нефтяными участками. В информационных проспектах публиковались фотографии цистерн общества и парохода. «Банкирский дом русской промышленности» собрал 340 тысяч рублей агентских денег.
Коровко был женат, имел сына-гимназиста. Рядом с квартирой Коровко располагалась его контора, в которой служащие работали на швейцарском электрическом оборудовании, столы для конторы были изготовлены из морёного дуба. Всё это производило впечатление стабильности на посетителей.
При создании новых проектов Коровко массово рассылал тысячи проспектов по всем городам России, в которых расписывалась прибыльность его дела, а людям предлагали становиться пайщиками его предприятий. Себя же он позиционировал как богатого саратовского помещика.
Коровко арестовали в марте 1912 года, но денежных средств на его счету к этому моменту практически не оказалось.
«Банкирский дом русской промышленности» располагался по адресу Невский проспект, 104, в Петербурге. Когда учреждение перестало возвращать деньги вкладчикам, стало очевидно, что нефтеразработки в Чечне никогда не существовали. Акционеры стали постоянно приходить в банк, предъявляя претензии его сотрудникам. Обманутые вкладчики собирались огромной толпой на Невском проспекте, от Литейного до Надеждинской. Они обращались с жалобами в сыскную полицию, прокуратуру, Министерство и канцелярию по подаче прошений на высочайшее имя. Людей, пострадавших от предприятий Коровко, было так много, что когда полиция не могла с ними справиться, на помощь ей приходил гарнизон. Князь Тарханов, который руководил одним из предприятий Коровко, украл бухгалтерские счета, кассу и сбежал. Материалы, которые были собраны Филипповым, передали судебному следователю.
22 июня 1912 года банкирский дом Коровко был признан несостоятельным. От рук дельца пострадали: артистка Императорских театров Никитина, Гагарин, Попова, Данилов, генерал Максимов, Владимиров, Попова, Семенова и другие.
До мая 1914 года Коровко находится в камере Дома предварительного заключения. Существует предположение, что часть имущества он предусмотрительно перевёл на жену, на счету самого Коровко оставалось 18 копеек.
Люди, заключавшие договор с Коровко, по условиям договора не были полноценными пайщиками — они просто доверяли ему распоряжаться своими средствами, и он им ничего не был должен. Во время судебного заседания Коровко обвинил в сложившейся ситуации самих пайщиков, мотивируя всё тем, что они из-за своего собственного нетерпения не дали ему довести дела до благополучного финала. Коровко нанял известного адвоката Ивана Данчича, который представил своего подзащитного жертвой, страдавшей манией величия, чем умело пользовались другие люди. Так как люди добровольно вкладывали деньги в предприятие Коровко, то сами и оказывались виноватыми в этом. Адвокат Данчич настаивал, что Коровко был не мошенником, а фанатиком, который верил в успех своих предприятий. Занимаясь спекуляцией на рынке ценных бумаг, Коровко потратил 3 миллиона 200 тысяч рублей клиентских денег за 2 года. С Коровко сняли подозрения в мошенничестве, но признали виновным в том, что он ввёл пайщиков в невыгодную сделку. Его приговорили к трём месяцам тюремного заключения, но так как он уже провёл 2 года в изоляторе, то был освобождён в зале суда.
После революции 1917 года Коровко стал уполномоченным Наркомпроса на Восточном фронте. Был осуждён за присвоение чужих денег, но затем досрочно освобождён.
Литературоведы считают, что Константин Коровко стал прототипом «подпольного миллионера Корейко» в «Золотом телёнке».
В 1923 году Коровко пересёк румынскую границу, и на этом сведения о его жизни теряются. В некоторых источниках есть информация о сеньоре Коровко — крупном мясопромышленнике и латифундисте, который в 1920-х годах развернул масштабную деятельность в Аргентине.